# Haapasaari (ö i Södra Savolax, S:t Michel, lat 61,47, long 28,20)
Haapasaari är en ö i Finland. Den ligger i sjön Saimen och i kommunen Puumala i den ekonomiska regionen  S:t Michel och landskapet Södra Savolax, i den södra delen av landet, 230 km nordost om huvudstaden Helsingfors. Öns area är 3,7 hektar och dess största längd är 270 meter i nord-sydlig riktning.